# 제라르 필리프
제라르 필리프(Gérard Philipe, 1922년 12월 4일 ~ 1959년 11월 25일)은 프랑스의 배우다.
제2차 세계대전 후, 혜성처럼 나타났다가 요절(夭折)한 불세출의 명배우다. 영화의 스타가 되어, 카뮈의 <칼리귈라>에 출연하였고, 장 빌라르와 함께 프랑스 국립민중극장에서 여러 배역을 맡았다.

## 출연 작품
- 위험한 관계 (1959)
- 몽파르나스의 연인 (1958)
- 파리의 연인 (1957)
- 국립 민중 극장 (1956)
- 최상의 부분 (1956)
- 위대한 전략 (1955)
- 만일 베르사유에서 내게 이야기했더라면 (1954)
- 밀회 (1954)
- 적과 흑 (1954)
- 오만한 자들 (1953)
- 팡팡 튤립 (1952)
- 라운더바우트 (1950)
- 아름답고 작은 해변 (1949)
- 꽃이 있는 부두 (1944)